# Litoria fuscula
Litoria fuscula är en groddjursart som beskrevs av Oliver och Richards 2007. Litoria fuscula ingår i släktet Litoria och familjen lövgrodor. IUCN kategoriserar arten globalt som otillräckligt studerad. Inga underarter finns listade i Catalogue of Life.